# Decadentisme

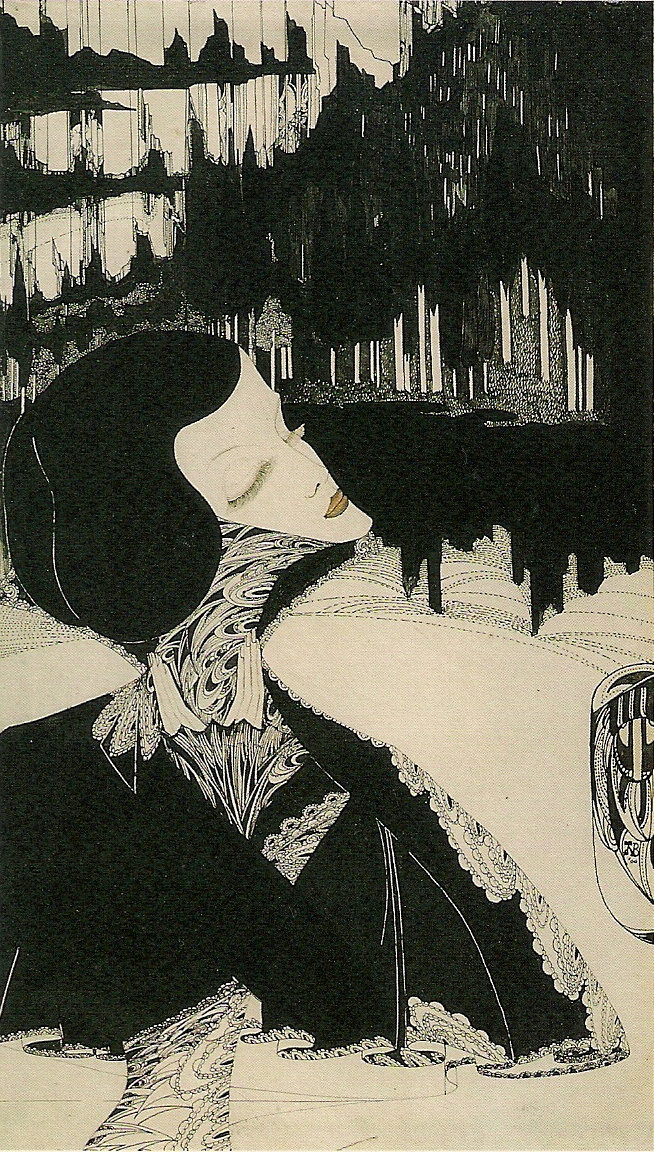
'Inleiding tot Extaze van Carel de Nerée tot Babberich (1880-1909), een volgeling van Beardsley

Decadentisme, ook wel décadence of decadentie genaamd, is een geestelijke stroming die in het laatste kwart van de negentiende eeuw vooral onder de ontwikkelden in West-Europa aanhang vond. Karakteristiek is de teleurstelling over de teloorgang van zekerheden, van verlies van duidelijkheid over de na te streven toekomst, maar ook van weerzin tegenover de blinde geldzucht van de burgerlijke maatschappij en het geloof dat de wetenschap en industrie alle problemen zullen oplossen. Kunst is een vrijplaats van die banale wereld. Uiterste schoonheid en zuiverheid moeten worden nagestreefd.

## Spleen
Een programma of duidelijke uitgangspunten had deze in hoge mate uit zich bewust isolerende individuen bestaande stroming niet. Zij kenmerkt zich door negativiteit, Weltschmerz, 'spleen', het woord dat Baudelaire hiervoor introduceerde, existentiële verveling (ennui), vermoeidheid, stuurloosheid, maar ook een provocatief zoeken naar schoonheid als enige uitweg uit de banale burgerlijkheid. Exponenten van de stroming vindt men in sommige dandy's die zich door een extreem streven naar zuiverheid, naar estheticisme, van de massa willen onderscheiden. Volgens Charles Baudelaire was estheticisme een levende godsdienst.

## Etymologie
Het woord is afgeleid van het Latijn 'de-cadentia', verval. De naam 'decadentisme' werd het eerst gebruikt in de negentiende eeuw door vijandig gezinde critici, maar al spoedig als een geuzennaam door de 'decadente' schrijvers overgenomen.